# Castell de l'Albiol
El Castell de l'Albiol és un antic castell situat al poble de l'Albiol, al Baix Camp, a un turó a uns 866,5 metres d'altitud. Es troba en ruïnes.

## Descripció
Era de grans proporcions i en resten parts de la muralla amb algunes torres quadrades mig enrunades, i les edificacions centrals. En alguns trams de les parets encara es veuen rengles d'una forma de construcció anomenada opus spicatum. Des del cim es pot contemplar una esplèndida panoràmica.

## Història
El castell sarraí fou pres per Guillem de Claramunt poc abans de la presa de Siurana. Segurament era bastit sobre una torre d'observació romana. El 1158 el lloc fou cedit pel comte Ramon Berenguer IV a Joan de Martorell, amb l'encàrrec de reconstruir el castell i amb l'obligació de tenir-lo per l'església de Tarragona. Martorell va cedir els seus drets a l'arquebisbe de Tarragona el 1164 i el bisbe Hug de Cervelló el va cedir a Guerau d'Avinyó que va agafar el nom de Guerau de l'Albiol. El castell fou construït o restaurat el mateix 1164. El 1209, Dalmau de l'Albiol va vendre els seus drets al paborde Ramon de Sant Llorenç, senyor de la Selva del Camp que fou senyor del castell i del terme de l'Albiol fins al segle xviii.
A la Guerra dels Segadors es va ordenar, el 1654, pels castellans la seva demolició, que van fer els selvatans, i només se'n conserva una petita part. D'aleshores data probablement la construcció de l'actual església parroquial de Sant Miquel.